# GJ 504b

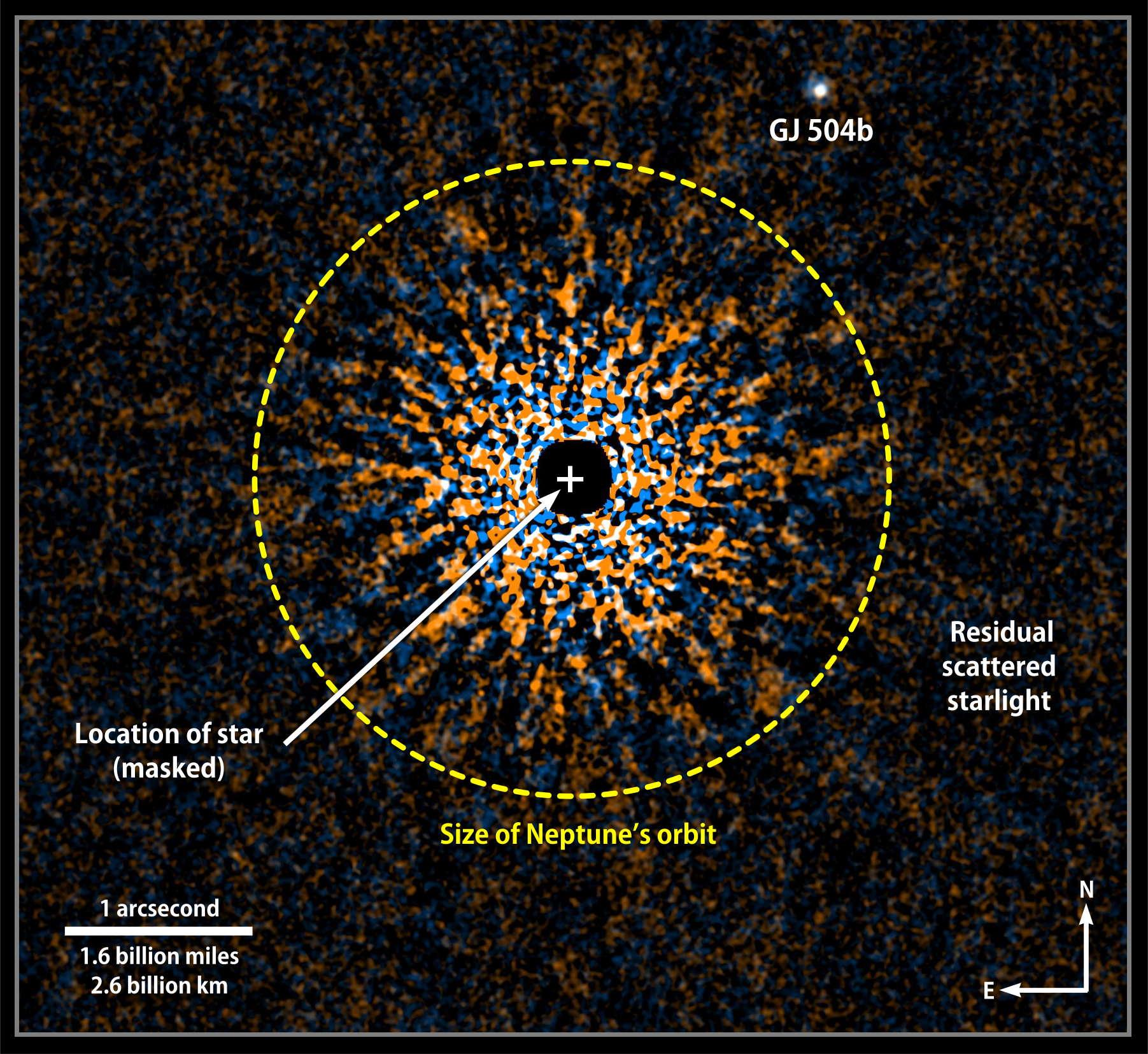
Imagen etiquetada compuesta de la NASA,combinando imágenes del Subaru de GJ 504 utilizando dos longitudes de onda del infrarrojo cercano (naranja, 1,6 micrómetros, tomada en mayo de 2011; azul, 1.2 micrómetros, abril de 2012). Una vez procesado para eliminar la luz estelar dispersa, las imágenes revelan al planeta en órbita, GJ 504b.

GJ 504b es un planeta gigante gaseoso o una enana marrón que se encuentra situado en la estrella 59 Virginis de la constelación Virgo ubicado a 57 años luz. El planeta fue descubierto mediante imágenes directas por el telescopio Subaru del Observatorio Mauna Kea de Hawái entre los años 2011-2013 y fue publicado oficialmente en 2013.